# Anne Grethe Jensen-Törnblad
Anne Grethe Jensen-Törnblad (Vejlø, 7 november 1951) is een voormalig Deens amazone, die gespecialiseerd was in dressuur. Jensen-Törnblad behaalde tijdens de Olympische Zomerspelen 1984 de zilveren medaille in de individuele dressuur, tijdens deze Spelen werd ze in de landenwedstrijd vijfde. Jensen-Törnblad behaalde haar grootste succes met het winnen van de wereldtitel in 1986. Jensen-Törnblad nam ook deel aan de Olympische Zomerspelen 1988 en 1992 met als beste resultaat een vijfde plaats in de landenwedstrijd. Ze droeg de vlag van haar vaderland bij de openingsceremonie van de Spelen in Seoul (1988).

## Resultaten
- Wereldkampioenschappen 1982 in Lausanne  individueel landenwedstrijd met ??
- Olympische Zomerspelen 1984 in Los Angeles  individueel dressuur met Marzog
- Olympische Zomerspelen 1984 in Los Angeles 5e landenwedstrijd dressuur met Marzog
- Wereldkampioenschappen 1986 in Cedar Valley  individueel dressuur met Marzog
- Olympische Zomerspelen 1988 in Seoel 27e individueel dressuur met Marzog
- Olympische Zomerspelen 1988 in Seoel 9e landenwedstrijd dressuur met Marzog
- Olympische Zomerspelen 1992 in Barcelona 13e individueel dressuur met Ravel
- Olympische Zomerspelen 1992 in Barcelona 5e landenwedstrijd dressuur metRRavel